# 中津島
中津島（なかつしま）は、徳島県阿南市にある島。

## 地理
阿南市地内、富岡港沖にある無人島。桑野川の川口、福村港か約2kmの海上に位置する。
近くの青島・烏帽子島・丸島とその周辺に点在する磯を含めて福村磯と呼ばれ、チヌの磯釣場として有名である。